# John S. Paraskevopoulos
John Stefanos Paraskevopoulos (né le 20 juin 1889 au Pirée, Grèce – mort le 15 mars 1961) est un astronome. Diplômé de l'université nationale et capodistrienne d'Athènes, il a servi dans l'armée grecque lors des Guerres balkaniques ainsi que lors de la Première Guerre mondiale. 
En 1919, il déménage en Amérique pour deux ans, où il travaille à temps partiel à l'observatoire Yerkes. Il y rencontre et épouse Dorothy W. Block. En 1921, il retourne à Athènes où il dirige l'observatoire d'Athènes.
En raison d'un manque de financement, il quitte son poste et déménage à Arequipa, au Pérou, afin de travailler à la station Boyden, une installation de l'Observatoire de l'université Harvard. La station déménage par la suite en Afrique du Sud, où Paraskevopoulos la dirige de 1927 à 1951. 
Au cours de sa vie, Paraskevopoulos a découvert quelques comètes. Un cratère sur la Lune (en) porte son nom.